# 223360 Svankmajer
223360 Svankmajer este o planetă minoră (asteroid), cu un diametru de 3,453 km, din centura de asteroizi. A fost descoperită pe 16 septembrie 2003 la Observatorul Kleť de Miloš Tichý⁠(d). 
Obiectul prezintă o orbită caracterizată de o semiaxă mare de 3,0763410335322 UAi, o excentricitate de 0,1, o înclinație de 8,7 ° în raport cu ecliptica.